# 공자태후
공자고황후 범씨옥진(베트남어: Phạm Thị Ngọc Trần; 한자:范氏玉陳; ? - 1425년 3월 24일), 또는 공자황태후(恭慈皇太后), 범현비(范賢妃)는 베트남 대월국 후 레 왕조의 제1대 황제 후 레 태조의 비(妃)이다.
레 태종(黎太宗)의 어머니이다.  황후가 아니지만, 왕의 정실(正室)이다. (황제에게는 왕비가 없다.)